# Девушка твоей мечты
«Девушка твоей мечты» (исп. La niña de tus ojos) — испанский драматический кинофильм режиссёра Фернандо Труэбы 1998 года.

## Сюжет
Группа испанских кинематографистов во главе с режиссёром Бласом Фонтиверосом (Антонио Ресинес) приглашена в нацистскую Германию для съёмок музыкального фильма «Девушка твоей мечты» в двух версиях, испанской и немецкой. Съёмки проходят на киностудии UFA в Берлине.
Вскоре члены испанской киногруппы обнаруживают, что гостеприимство немецкого министра пропаганды Йозефа Геббельса во многом связано с его влечением к актрисе Макарене Гранаде (Пенелопа Крус). Кроме того, на съёмках в качестве массовки используются заключённые, евреи и цыгане, из концентрационного лагеря. 
В 2016 году Труэба снял продолжение картины под названием «Испанская королева» (исп. La reina de España), сохранив большинство съёмочной группы.

## В ролях
- Пенелопа Крус — Макарена Гранада
- Антонио Ресинес — Блас Фонтиверос
- Хорхе Санс — Хулиан Торральба
- Роса Мария Сарда — Роса Росалес
- Сантьяго Сегура — Кастильо
- Лолес Леон — Трини Моренос
- Хесус Бонилья — Марко Бонилья
- Неус Асенси — Лусия Гандия
- Мирослав Таборски — Вацлав Пассер
- Йоханнес Зильбершнайдер — Йозеф Геббельс
- Карел Добрый — Лео
- Гёц Отто — Генрих фон Вермельскирх
- Ханна Шигулла — Магда Геббельс
- Мария Барранко — жена посла
- Хуан Луис Гальярдо — посол

## Награды и номинации

### Награды
- 1999 — Гойя
  - За лучший фильм
  - За лучшую женскую роль — Пенелопа Крус
  - За лучший мужской актёрский дебют — Мирослав Таборски
  - За лучшую работу художника — Херардо Вера
  - За лучшую продюсерскую работу — Анхелика Уэте
  - За лучшие костюмы — Соня Гранде и Лала Уэте
  - За лучший грим — Антонио Паниса и Грегорио Рос

### Номинации
- 1999 — Гойя
  - За лучшую режиссуру — Фернандо Труэба
  - За лучшую мужскую роль — Антонио Ресинес
  - За лучшую мужскую роль второго плана — Хорхе Санс
  - За лучшую женскую роль второго плана — Роса Мария Сарда
  - За лучший оригинальный сценарий — Мигель Анхель Эхея и Карлос Лопес
  - За лучшую операторскую работу — Хавьер Агирресаробе
  - За лучший звук — Пьер Гаме, Доминик Эннекен и Сантьяго Тевене
  - За лучшие спецэффекты — Эмилио Руис и Альфонсо Ньето
  - За лучший монтаж — Кармен Фриас

- 1999 — Берлинский кинофестиваль
  - Основной конкурс